# Epirixanthes
Epirixanthes é um género botânico pertencente à família Polygalaceae.